# Grajera
Grajera es un municipio y localidad española de la provincia de Segovia, en la comunidad autónoma de Castilla y León. Cuenta con una población de 256 habitantes (INE 2024).
Es un pueblo pequeño próximo a la A-1 que pasa por el municipio. Se encuentra entre los que más ha crecido en los últimos 10 años en el nordeste segoviano, con gran número de segundas residencias.
Su economía está basada en la agricultura, la ganadería, los oficios y el turismo activo y rural, ya que en la última década el pueblo ha experimentado un gran desarrollo del ocio en torno a actividades de multiaventura.

## Historia
Es de fundación o repoblación medieval en tiempos de la Reconquista, y pertenece desde entonces a la Comunidad de Villa y Tierra de Sepúlveda, en su ochavo de Bercimuel. Sepúlveda y su tierra pertenecieron siempre al realengo, sin solución de continuidad.

## Geografía

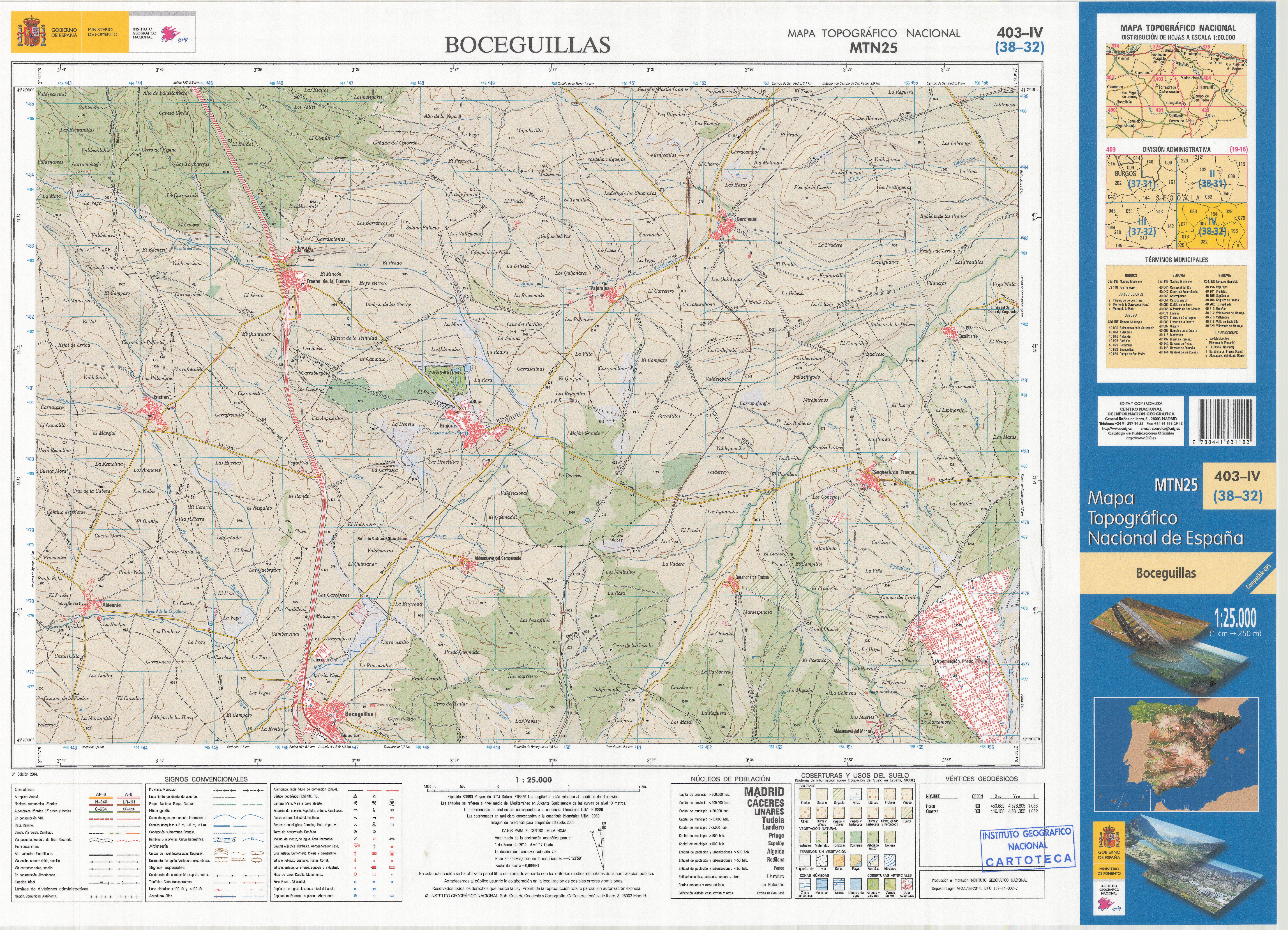
Fragmento de la hoja 403 del Mapa Topográfico Nacional de España de 2014 en el que se representa Grajera

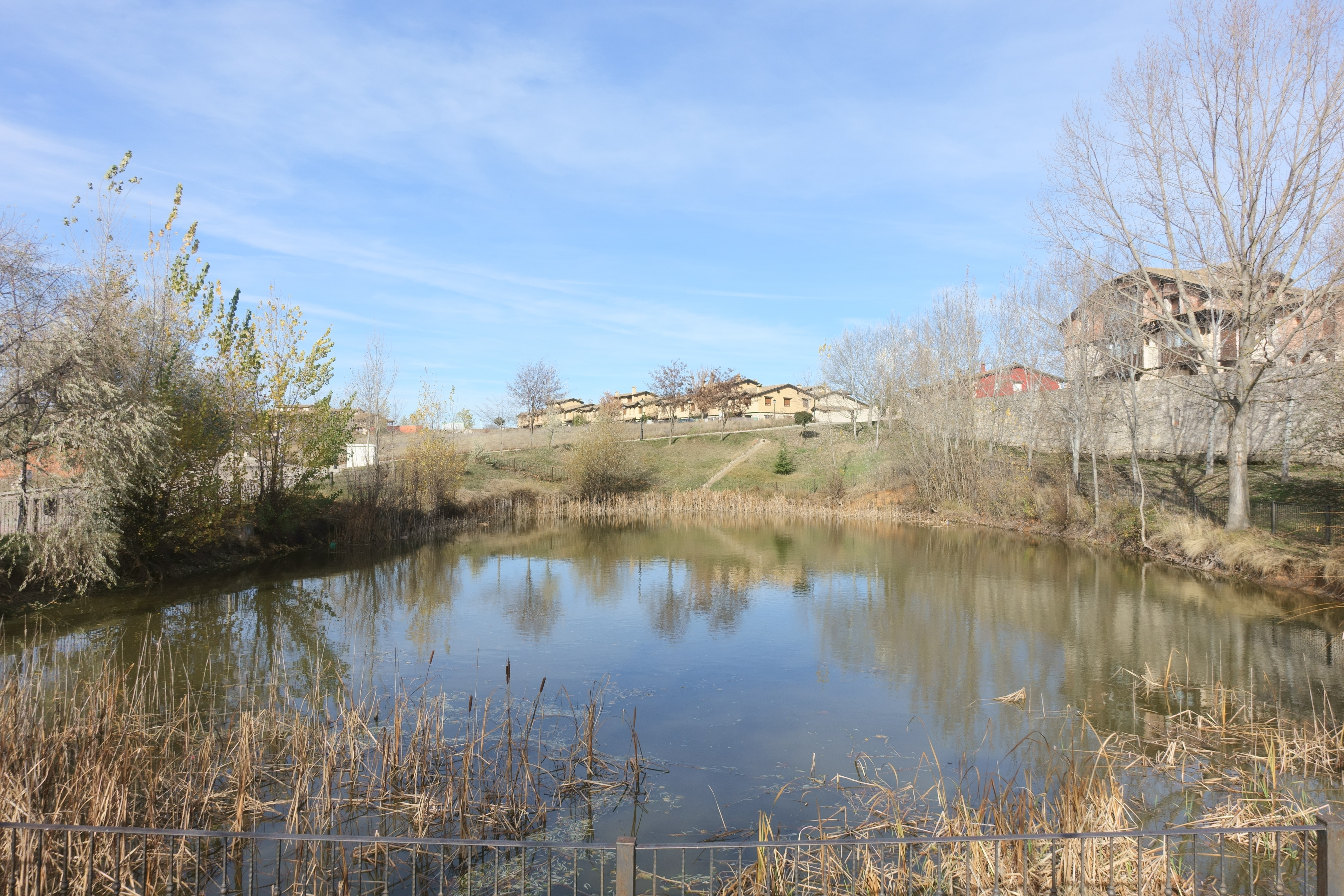
Laguna de la Poza

| Noroeste: Fresno de la Fuente | Norte: Fresno de la Fuente, Pajarejos | Noreste: Pajarejos                             |
| Oeste: Encinas                |                                       | Este: Sequera de Fresno                        |
| Suroeste: Aldeonte            | Sur: Boceguillas                      | Sureste: enclave de Barahona de Fresno (Riaza) |

## Demografía
Cuenta con una población de 256 habitantes (INE 2024).
| Gráfica de evolución demográfica de Grajera entre 1842 y 2021                                                         |
| |
| Población de derecho según los censos de población del INE. Población de hecho según los censos de población del INE. |

| Nacionalidad | Hombres | Mujeres | Total | %      | Proporción |
| ------------ | ------- | ------- | ----- | ------ | ---------- |
| Española     | 105     | 76      | 181   | 72.4 % |            |
| Extranjera   | 40      | 29      | 69    | 27.6 % |            |

## Símbolos
El escudo heráldico y la bandera que representan al municipio fueron aprobados oficialmente el 04 de abril de 2008. El escudo se blasona de la siguiente manera:

«En campo de azur una picota de plata. Bordura de oro cargada de cuatro vuelos de sable puesto al centro del jefe, punta y flancos. Escudo Timbrado de la Corona Real Española.»
Boletín Oficial de Castilla y León nº 180/2008 de 17 de septiembre de 2008

La descripción textual de la bandera es la siguiente:

«Paño cuadrado, de proporción 1:1, de color blanco, con un aspa de color azul cuyos brazos tienen una anchura de 1/8 de la del paño. Sobrepuesto al centro, el escudo municipal en sus colores.»
Boletín Oficial de Castilla y León nº 180/2008 de 17 de septiembre de 2008

## Administración y política
Lista de alcaldes
| Periodo   | Nombre                     | Partido | Partido |
| --------- | -------------------------- | ------- | ------- |

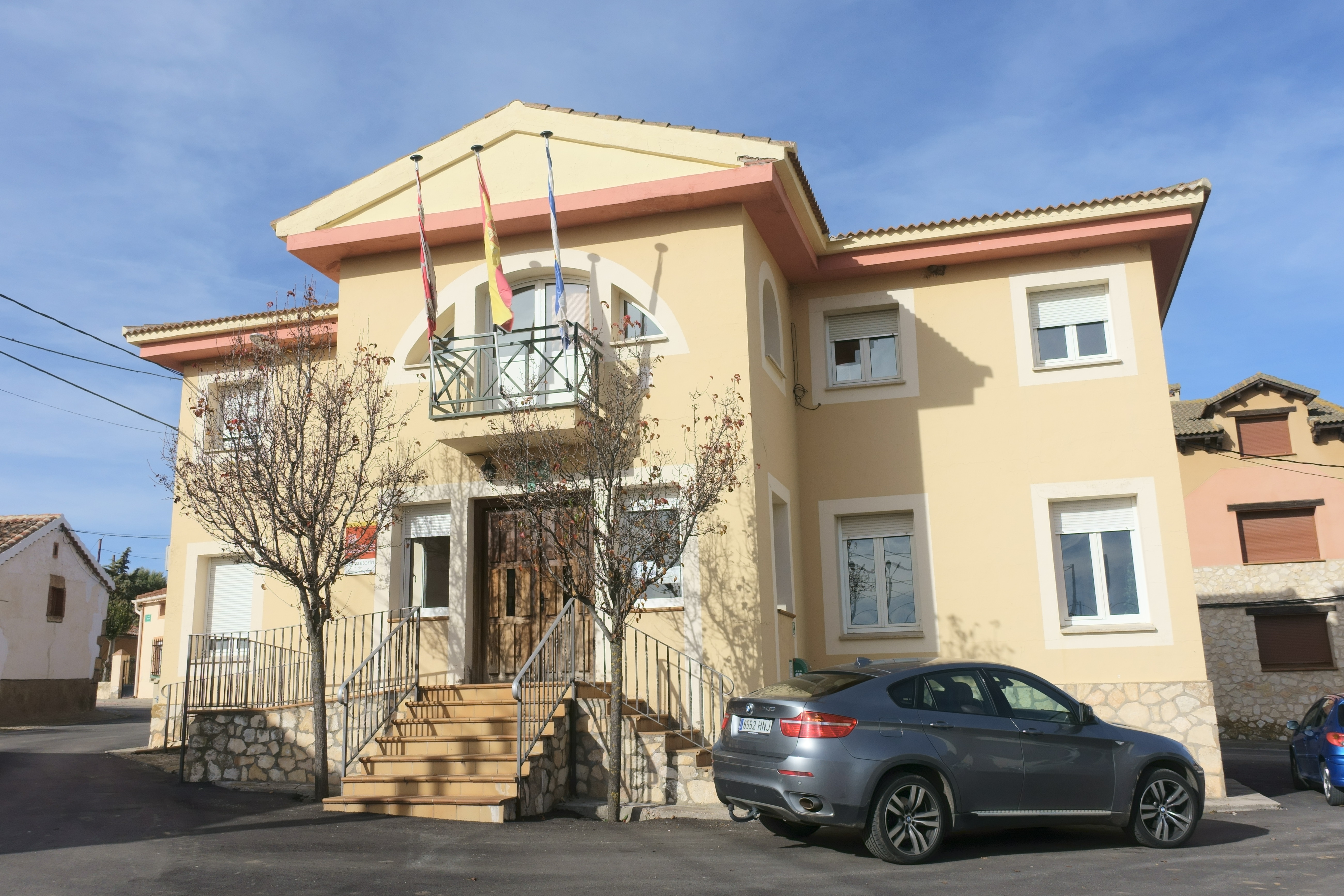
Casa consistorial

| 1979-1983 | Juan Manuel Barrio Águeda  |         | PSOE    |
| 1983-1987 | Juan Manuel Barrio Águeda  |         | PSOE    |
| 1987-1991 | Juan Manuel Barrio Águeda  |         | PSOE    |
| 1991-1995 | Demetrio Barahona Antoranz |         | PSOE    |
| 1995-1999 | Juan Manuel Barrio Águeda  |         | PSOE    |
| 1999-2003 | Juan Manuel Barrio Águeda  |         | PSOE    |
| 2003-2007 | Juan Manuel Barrio Águeda  |         | PSOE    |
| 2007-2011 | Juan Manuel Barrio Águeda  |         | PSOE    |
| 2011-2015 | Juan Manuel Barrio Águeda  |         | PSOE    |
| 2015-2019 | Alba Barrio Martín         |         | PSOE    |
| 2019-2023 | Alba Barrio Martín         |         | PSOE    |
| 2023-act. | Alba Barrio Martín         |         | PSOE    |

## Cultura

### Patrimonio

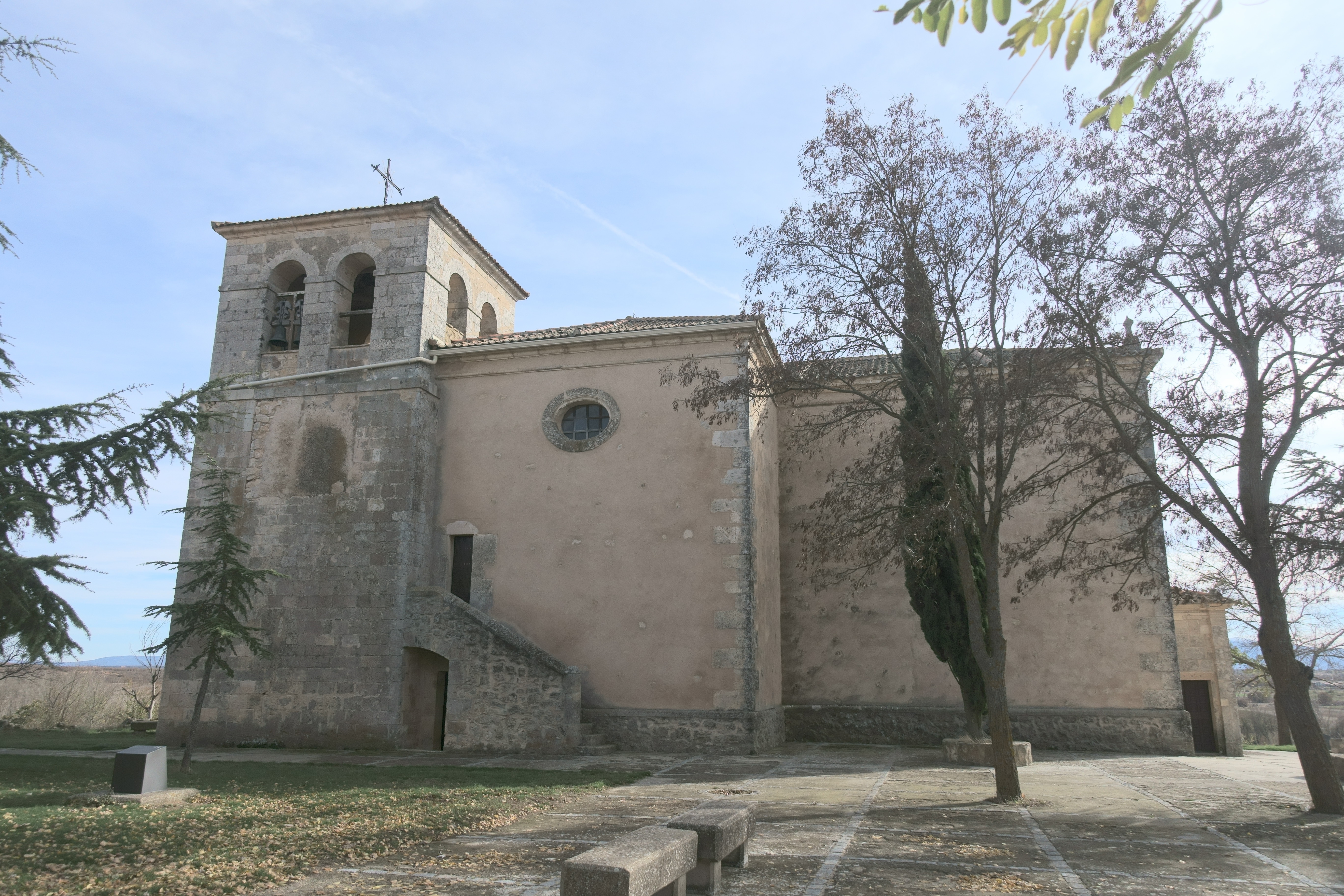
Iglesia de San Vitores

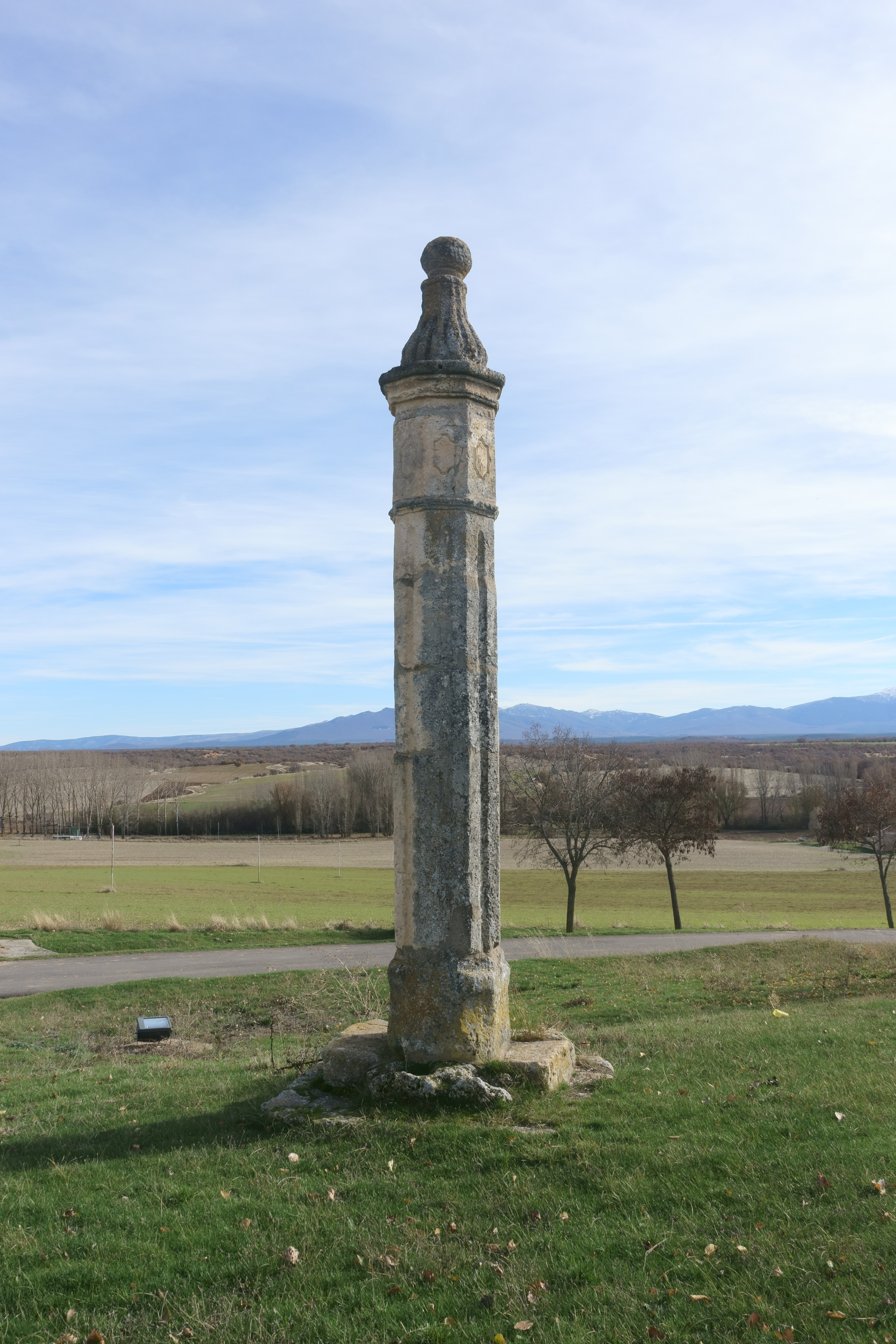
Picota

- Iglesia de San Vitores: Edificio barroco con planta de cruz latina, influenciada por la que se construía en el Real Sitio de San Ildefonso, aunque su torre podría ser románica. Está calificada como Bien de Interés Cultural con el número RI-51-0009129. En su interior destaca una pila bautismal románica y una custodia de sol de plata sobredorada realizada en 1768 por el platero segoviano Ignacio Álvarez Arintero;
- Rollo de Justicia, picota o rollo jurisdiccional, junto al que se impartía justicia y se castigaba a maleantes y delincuentes. Está calificada como Bien de Interés Cultural;
- Ermita de San Roque, a las afueras del pueblo junto al cementerio;

### Fiestas
- San Vitores, patronales, del 25 al 27 de agosto;
- Fiesta Blanca, el 14 de agosto con música nocturna;
- Milla de Grajera, el 22 de agosto con varios grupos en función de las edades;[6][7]
- San Isidro Labrador, el 15 de mayo;
- Matanza popular, en marzo;
- Santa Águeda, en febrero con misa y procesión, manteo del pelele y una chocolatada;
- Cortas de leñas vecinales son hechas por voluntarios un día al año y el ayuntamiento reparte vino.[8]